# Web Accessibility Initiative
World Wide Web Consortium（W3C）のWeb Accessibility Initiative（WAI）は、標準のブラウザだけでなく様々なユーザーエージェントを用いてWorld Wide Webにアクセスする人々のためにウェブアクセシビリティを向上することを目的としている団体である。この組織は、補助デバイスを用いてウェブにアクセスしている、身体障害者にとって特に重要といえる。
W3CはWWWを発展することを目的に1994年に設立された。W3Cは、ウェブの相互運用性を確保するため、統一的なプロトコルの開発に責任をもっている。この団体の一部であるWAIは、ウェブサイトを、特に身体に障害をもつ人々の観点から見てよりアクセス可能なものにするためのガイドラインを数多く制定してきた。

## ガイドライン

### Web Content Accessibility Guidelines（WCAG）
このWeb Content Accessibility Guideline はWCAGとして知られており、WCAG 1.0は1999年に開発された。
WCAG 1.0は、特に障害のあるユーザー向けにコンテンツをアクセス可能にすることを目的に書かれたガイドラインであるが、携帯電話のような制限されたデバイスを含むあらゆるユーザーエージェント向けにも書かれた。
WCAG 2.0は、HTMLとCSS以外の新な技術が登場しても耐えうる「技術非依存性」に挑んだものだ。
WCAG 2.1では、これまででは不十分だった認知障害や学習障害を持つユーザーや弱視のユーザー、およびモバイルデバイスを利用する上で障害のあるユーザへの対応を主軸として改善することを目的に策定された。
2021年5月現在、W3C勧告となっているもののなかではWCAG 2.1が最新の仕様である。

### Authoring Tool Accessibility Guidelines (ATAG)
Authoring Tool Accessibility Guidelines Working Groupによって開発される。ATAG 1.0は2000年2月3日にW3C勧告となった。

ATAGは、障害のあるユーザーがアクセス可能なオーサリングツール（HTMLエディタ）の作成と、障害のあるユーザーがアクセス可能なページを作成するツールを作る際の、開発者向けガイドラインである。

### User Agent Accessibility Guidelines (UAAG)
User Agent Accessibility Guidelines Working Groupによって開発される。UAAG 1.0は2002年12月17日にW3C勧告となった。UAAGは、ウェブブラウザやメディアプレーヤーといったユーザーエージェントの開発者向けのガイドラインである。障害のあるユーザーがユーザーエージェントにアクセス出来るようにすることを目的としている。

### XML Accessibility Guidelines (XAG)
XAGは、アクセシビリティを促進するXMLアプリケーションに機能を含める方法を説明している。